# Vámszedőhely
Vámszedőhelyként vagy vámhelyként azokat a helyeket nevezték a középkorban, ahol a királyi vagy helyi adókat beszedték.

## Leírás
A vámszedőhelyek többnyire utak csomópontjaiban, falvakban, városokban, folyók hídjainál, révek mellett vagy vásároshelyeken álltak, mely helyek királyi birtokok, helyi birtokosok tulajdonát képezték. Az e helyeken áthaladóktól vagy a helyi vásárokba érkező kereskedőktől a település, híd vagy rév tulajdonosa vámot szedett.
A középkori források leírják e vámhelyeket és az azokon szedett vámok mértékét is.

## Máig fennmaradt Vámos nevű településneveink
- A Dunántúlon:

Vámoscsalád, Vámosszabadi, Nemesvámos, Somogyvámos
- Az ország keleti felén:

Vámospércs, Vámosoroszi, Vámosatya, Vámosújfalu
- Az Északi-középhegység környékén:

Sajóvámos, Vámosgyörk, Vámosmikola
- Határainkon túl a Kárpát-medence területén:

Vámos, Vámosláz, Felsővámos, Vámosladány, Vámosbalog, Vámoslucska, Vámosfalva, Vámosgálfalva, Vámosudvarhely